# Eupithecia idonea
Eupithecia idonea là một loài bướm đêm trong họ Geometridae.